# David Vanterpool
David Vanterpool (Daytona Beach, 31 marzo 1973) è un allenatore di pallacanestro, dirigente sportivo ed ex cestista statunitense, professionista nella NBA e in Europa.

## Carriera
A Siena ha vinto il campionato italiano nel 2003-04, a Mosca ha vinto l'Eurolega nel 2005-06, il Campionato Russo nel 2005-06, il Campionato Russo nel 2006-07, la Coppa di Russia nel 2006, la Coppa di Russia nel 2007.
Nell'agosto 2012 viene assunto dai Portland Trail Blazers come vice del coach Terry Stotts.

## Palmarès

### Squadra
- Campione CBA (2000)
- Campione ABA2000 (2002)
- Campionato italiano: 1

Siena: 2003-04
- Campionato russo: 2

CSKA Mosca: 2005-06, 2006-07
- Supercoppa italiana: 1

Siena: 2004
- Coppa di Russia: 2

CSKA Mosca: 2005-06, 2006-07
- Eurolega: 1

CSKA Mosca: 2005-06

### Individuale
- Miglior passatore CBA (2001)
- CBA All-Defensive First Team (1999-2000)
- All-Euroleague Second Team: 1

Siena: 2003-04
- MVP Supercoppa italiana: 1

Siena: 2004